# Норакерт (област Армавир)
Норакерт е село в област Армавир, Армения, област Вахаршапат.

## География:
Разстоянието до областния център   областния център Армавир е 38 км. Селището е основано през 1946 г. в пустошта, откъдето е получил името си. Административно-териториалната реформа от 1995 г. е класифицирано населения район като селски. Селото е разположено в Средноаракската равнина, с надморска височина от 940 м . Климатът е сух и безводен. Зимите започват в средата на декември, като средните януарски температури варират от -3 до -5°C. Лятото е дълго, от май до октомври, средната месечна температура на въздуха достига 24°C до 26°C, а максималната е 42°C. Често има бури, които причиняват значителни щети на селското стопанство. Количеството на годишните атмосферни валежи е 250-300 mm. Ландшафтът е полупустинен.

## Население
Според резултатите от преброяването на населението на РАрмения през 2011 г.  постоянното население на Норакерт е 2739 души, днес броят им е 2690 души . Жителите на селото са арменци, преместени от Вахаршапат и други региони на РАрмения.
| година | 1959 г | 1970 г | 1979 г | 1989 г | 2001 г | 2011 г |
| Жител: | 563:   | 1613 г | 2030 г | 2765   | 2645   | 2739   |

По данни на Националната статистическа служба на Армения към 2005 г. в общината живеят 3136 жители. Съотношението по пол - мъже- жени е 50%. А според възрастовата група: 26% от жителите са непълнолетни, 61% са работещи, 13% са пенсионери. Селото има 578 съществуващи домакинства. Разполага с училище, библиотека, медицински център, комуникационен възел.

## Икономика
Голям дял от земеделските земите са обработваеми (404 ха), има овощни градини (40 ха) и лозя (62 ха). Държавните земи се използват предимно за обработване и за  пасища, съответно 145 и 306 хектара. Населението се занимава с овощарство, полевъдство, отглеждане на южни зеленчукови култури (домати, патладжани, краставици), животновъдство.

## Проблеми на общността
Сред проблемите, които стоят пред обществото за решаване основен е въпросът с водата: поливната вода и напояването, водопроводите за питейна вода, ремонтът на междуселищните пътища, въпросът за строителството на училища. Общността има проблем и с реализирането на продукцията си -  продажбата на земеделска продукция, както и проблемът с електрическите проводници.